# Deuxième circonscription de Thessalonique
La deuxième circonscription de Thessalonique ou Thessalonique B (en grec Εκλογική περιφέρεια Β΄ Θεσσαλονίκης) est une circonscription législative de la Grèce. Elle correspond au territoire du nome de Thessalonique, à l'exception de la municipalité de Thessalonique. Elle compte 284 365 électeurs inscrits en janvier 2015.

Situation de la deuxième circonscription de Thessalonique

## Élections législatives de mai 2012

### Résultats
La deuxième circonscription de Thessalonique élit sept députés en mai 2012. Les élections ont lieu au scrutin proportionnel plurinominal avec prime majoritaire et un seuil de représentation de 3 % des suffrages exprimés au niveau national.
211 265 électeurs se sont exprimés sur 280 656 inscrits, soit un taux de participation de 75,28 %. Parmi les vingt-six listes candidates, sept listes obtiennent chacune un siège dans la circonscription.
| Rang | Liste                              | Nombre de voix | Pourcentage des voix | Nombre de sièges |
| ---- | ---------------------------------- | -------------- | -------------------- | ---------------- |
| 1    | Nouvelle Démocratie                | +41 248,       | 20,01 %              | 1                |
| 2    | SYRIZA                             | +29 729,       | 14,42 %              | 1                |
| 3    | Grecs indépendants                 | +24 825,       | 12,04 %              | 1                |
| 4    | Mouvement socialiste panhellénique | +23 142,       | 11,23 %              | 1                |
| 5    | Parti communiste de Grèce          | +18 241,       | 8,85 %               | 1                |
| 6    | Aube dorée                         | +16 184,       | 7,85 %               | 1                |
| 7    | Gauche démocrate                   | +14 043,       | 6,81 %               | 1                |

### Députés

#### Nouvelle Démocratie
La liste de la Nouvelle Démocratie est en tête et obtient un siège.
| Rang | Nom                 | Nombre de voix |
| ---- | ------------------- | -------------- |
| 1    | Theódoros Karáoglou | +16 061,       |

#### SYRIZA
La liste de la SYRIZA est deuxième et obtient un siège.
| Rang | Nom                           | Nombre de voix |
| ---- | ----------------------------- | -------------- |
| 1    | Lítsa Ammanatídou-Paschalídou | +09 583,       |

#### Grecs indépendants
La liste des Grecs indépendants est troisième et obtient un siège.
| Rang | Nom                | Nombre de voix |
| ---- | ------------------ | -------------- |
| 1    | Stavroúla Xoulídou | +04 348,       |

#### Mouvement socialiste panhellénique
La liste du Mouvement socialiste panhellénique est quatrième et obtient un siège.
| Rang | Nom                | Nombre de voix |
| ---- | ------------------ | -------------- |
| 1    | Theocharis Tsiokas | +07 027,       |

#### Parti communiste de Grèce
La liste du Parti communiste de Grèce est cinquième et obtient un siège.
| Rang | Nom                | Nombre de voix |
| ---- | ------------------ | -------------- |
| 1    | Eléni Yerassimídou | +08 701,       |

#### Aube dorée
La liste d'Aube dorée est sixième et obtient un siège.
| Rang | Nom                   | Nombre de voix |
| ---- | --------------------- | -------------- |
| 1    | Polývios Zisimópoulos | +05 639,       |

#### DIMAR
La liste de la DIMAR est septième et obtient un siège.
| Rang | Nom              | Nombre de voix |
| ---- | ---------------- | -------------- |
| 1    | Ekateríni Márkou | +02 863,       |

## Élections législatives de juin 2012

### Résultats
La deuxième circonscription de Thessalonique élit sept députés en juin 2012. Les sièges sont répartis à l'issue d'un scrutin proportionnel plurinominal avec prime majoritaire entre les listes ayant obtenu au moins 3 % des suffrages exprimés au niveau national.
203 442 électeurs se sont exprimés sur 280 873 inscrits, soit un taux de participation de 72,43 %. Parmi les dix-huit listes candidates, six listes obtiennent au moins un siège dans la circonscription.
| Rang | Liste                              | Nombre de voix | Pourcentage des voix | Nombre de sièges |
| ---- | ---------------------------------- | -------------- | -------------------- | ---------------- |
| 1    | Nouvelle Démocratie                | +64 361,       | 31,91 %              | 2                |
| 2    | SYRIZA                             | +47 191,       | 23,40 %              | 1                |
| 3    | Mouvement socialiste panhellénique | +22 434,       | 11,12 %              | 0                |
| 4    | Grecs indépendants                 | +18 467,       | 9,16 %               | 1                |
| 5    | Aube dorée                         | +15 626,       | 7,75 %               | 1                |
| 6    | Gauche démocrate                   | +12 343,       | 6,12 %               | 1                |
| 7    | Parti communiste de Grèce          | +08 272,       | 4,10 %               | 1                |

### Députés

#### Nouvelle Démocratie
La liste de la Nouvelle Démocratie est en tête et obtient deux sièges.
| Rang | Nom                 |
| ---- | ------------------- |
| 1    | Theódoros Karáoglou |
| 2    | Sávvas Anastasiádis |

#### SYRIZA
La liste de la SYRIZA est deuxième et obtient un siège.
| Rang | Nom                           |
| ---- | ----------------------------- |
| 1    | Lítsa Ammanatídou-Paschalídou |

#### Grecs indépendants
La liste des Grecs indépendants est quatrième et obtient un siège.
| Rang | Nom                |
| ---- | ------------------ |
| 1    | Stavroúla Xoulídou |

#### Aube dorée
La liste d'Aube dorée est cinquième et obtient un siège.
| Rang | Nom                   |
| ---- | --------------------- |
| 1    | Polývios Zisimópoulos |

#### DIMAR
La liste de la DIMAR est sixième et obtient un siège.
| Rang | Nom              |
| ---- | ---------------- |
| 1    | Ekateríni Márkou |

#### Parti communiste de Grèce
La liste du Parti communiste de Grèce est septième et obtient un siège.
| Rang | Nom                |
| ---- | ------------------ |
| 1    | Eléni Yerassimídou |

## Élections législatives de janvier 2015

### Résultats
La deuxième circonscription de Thessalonique élit neuf députés en janvier 2015. Les sièges sont répartis à l'issue d'un scrutin proportionnel plurinominal avec prime majoritaire entre les listes ayant obtenu au moins 3 % des suffrages exprimés au niveau national.
210 544 électeurs se sont exprimés sur 284 365 inscrits, soit un taux de participation de 74,04 %. Parmi les dix-huit listes candidates, sept listes obtiennent au moins un siège dans la circonscription.
| Rang | Liste                              | Nombre de voix | Pourcentage des voix | Nombre de sièges |
| ---- | ---------------------------------- | -------------- | -------------------- | ---------------- |
| 1    | SYRIZA                             | +65 068,       | +31,64 %             | +2,              |
| 2    | Nouvelle Démocratie                | +60 103,       | +29,22 %             | +2,              |
| 3    | Aube dorée                         | +16 272,       | +07,91 %             | +1,              |
| 4    | La Rivière                         | +12 350,       | +06, %               | +1,              |
| 5    | Grecs indépendants                 | +12 105,       | +05,89 %             | +1,              |
| 6    | Parti communiste de Grèce          | +10 372,       | +05,04 %             | +1,              |
| 7    | Mouvement socialiste panhellénique | +08 819,       | +04,29 %             | +1,              |

### Députés
La répartition des sièges au sein de chaque liste élue dépend du nombre de voix obtenues individuellement par chaque candidat, suivant le système du vote préférentiel. Dans la deuxième circonscription de Thessalonique, les listes peuvent comporter jusqu'à douze candidats. Les électeurs peuvent exprimer un vote préférentiel pour un maximum de trois candidats sur la liste pour laquelle ils votent.

#### SYRIZA
La liste de la SYRIZA est en tête et obtient deux sièges.
| Rang | Nom                           | Nombre de voix |
| ---- | ----------------------------- | -------------- |
| 1    | Lítsa Ammanatídou-Paschalídou | +17 492,       |
| 2    | Sokrátis Fámellos             | +12 646,       |

#### Nouvelle Démocratie
La liste de la Nouvelle Démocratie est deuxième et obtient deux sièges.
| Rang | Nom                 | Nombre de voix |
| ---- | ------------------- | -------------- |
| 1    | Theódoros Karáoglou | +25 159,       |
| 2    | Sávvas Anastasiádis | +23 336,       |

#### Aube dorée
La liste d'Aube dorée est troisième et obtient un siège.
| Rang | Nom           | Nombre de voix |
| ---- | ------------- | -------------- |
| 1    | Fótios Grekós | +06 028,       |

#### La Rivière
La liste de La Rivière est quatrième et obtient un siège.
| Rang | Nom              | Nombre de voix |
| ---- | ---------------- | -------------- |
| 1    | Ekateríni Márkou | +02 696,       |

#### Grecs indépendants
La liste des Grecs indépendants est cinquième et obtient un siège.
| Rang | Nom                | Nombre de voix |
| ---- | ------------------ | -------------- |
| 1    | Stavroúla Xoulídou | +03 068,       |

#### Parti communiste de Grèce
La liste du Parti communiste de Grèce est sixième et obtient un siège.
| Rang | Nom                | Nombre de voix |
| ---- | ------------------ | -------------- |
| 1    | Eléni Yerassimídou | +04 400,       |

#### Mouvement socialiste panhellénique
La liste du Mouvement socialiste panhellénique est septième et obtient un siège.
| Rang | Nom                  | Nombre de voix |
| ---- | -------------------- | -------------- |
| 1    | Georgios Arvanitidis | +02 909,       |